# Theodor Riewerts
Theodor Riewerts (* 28. Oktober 1907; † 17. Februar 1944 bei Tscherkassy) war ein deutscher Kunsthistoriker.

## Leben
Theodor Riewerts stammte aus einer ursprünglich auf der Insel Föhr beheimateten friesischen Familie und war Sohn des gleichnamigen Pastors Theodor Riewerts (* 1874) und Enkel des Neumünsteraner Propsten Brar Volkert Riewerts (1842–1933). Er studierte Kunstgeschichte und wurde 1930 an der Universität Kiel mit einer Dissertation über die schleswigschen Maler Marten und Govert van Achten promoviert.
Nach einer kurzen Volontärszeit am Grassimuseum in Leipzig wurde er im Januar 1933 von Carl Georg Heise als wissenschaftlicher Hilfsarbeiter bei den Lübecker Museen angestellt. Als Folge von Heises zwangsweiser Versetzung in den Ruhestand leitete er von Dezember 1933 bis Mai 1934 die Museen als Stellvertretender Direktor, verließ Lübeck jedoch nach der Verstaatlichung der Museen und der Einführung des neuen Direktors Hans Schröder im Juni 1934.
Im Oktober 1934 war er für die Einrichtung des Bad Doberaner Heimatmuseums im Möckel-Haus verantwortlich. Anschließend leitete er bis 1936 das Ostfriesische Landesmuseum in Emden.
1936 wurde er Direktorialassistent am Westfälischen Landesmuseum in Münster. Nach Beginn des Zweiten Weltkriegs leitete er das Haus kommissarisch als Stellvertretender Direktor. 1941 zur Wehrmacht eingezogen, fiel er im Februar 1944 in der Kesselschlacht von Tscherkassy. Seine Monographie über die Malerfamilie tom Ring (Ludger tom Ring der Ältere, Hermann tom Ring, Ludger tom Ring der Jüngere) brachte sein Münsteraner Kollege Paul Pieper zum Abschluss.

## Familie
Theodor Riewerts’ Sohn Cornelius wurde Journalist und Landtagsabgeordneter.

## Veröffentlichungen (Auswahl)
- Marten und Govert van Achten: 2 schleswigsche Maler um 1600. In: Nordelbingen. Beiträge zur Heimatforschg in Schleswig-Holstein, Hamburg und Lübeck. Bd. 9, 1930 (auch separat Westholsteinische Verlags-Anstalt,  Heide in Holstein 1932) (= Dissertation Universität Kiel 1930).
- Ein anonymer schleswig-holsteinischer Maler des 17. Jahrhunderts. In: Die Heimat. Monatsschrift des Vereins zur Pflege der Natur- und Landeskunde in Schleswig-Holstein, Hamburg und dem Fürstentum Lübeck. Bd. 41 (1931), Nr. 5, Mai 1931, S. 99–103 (Digitalisat).
- Zum Verständnis der Malerei in Schleswig-Holstein. In: Die Heimat. Monatsschrift des Vereins zur Pflege der Natur- und Landeskunde in Schleswig-Holstein, Hamburg und dem Fürstentum Lübeck. Bd. 42 (1932), Nr. 1, Januar 1932, S. 2–6 (Digitalisat) und Nr. 3, März 1932, S. 54–57.
- Kunstgeschichtliches aus Eiderstedt. In: Die Heimat. Monatsschrift des Vereins zur Pflege der Natur- und Landeskunde in Schleswig-Holstein, Hamburg und dem Fürstentum Lübeck. Bd. 42 (1932), Nr. 5, Mai 1932, S. 110–114 (Digitalisat).
- Der Maler Alb. Johannsen. In: Die Heimat. Monatsschrift des Vereins zur Pflege der Natur- und Landeskunde in Nordelbingen. Bd. 42 (1932), Nr. 10, Oktober 1932, S. 229–233 (Digitalisat).
- Das Doberaner Heimatmuseum im Möckel-Haus. In: Mecklenburgische Monatshefte 11, 1935, S. 36–38 (Digitalisat).
- Malereien in Eiderstedt aus dem Jahre 1630. In: Die Heimat. Monatsschrift des Vereins zur Pflege der Natur- und Landeskunde in Nordelbingen. Bd. 45 (1935), Heft 4, April 1935, S. 128–132 (Digitalisat).
- Der Maler Johannes Willinges in Lübeck. In: Zeitschrift des Deutschen Vereins für Kunstwissenschaft 3, 1936, S. 275–302.
- mit Robert Nissen: Westfalens Beitrag zur Deutschen Kunst der Gegenwart: Malerei, Plastik, Graphik. [Münster] : [s.n.], 1937.
- Meisterwerke holländischer und flämischer Malerei aus westfälischem Privatbesitz: Ausstellung ... Landesmuseum der Provinz Westfalen für Kunst und Kulturgeschichte, 6. August bis 22. Oktober 1939. Landesmuseum für Kunst und Kulturgeschichte, Münster (Westf.) 1939.
- mit Paul Pieper: Die Maler tom Ring. Ludger der Ältere, Hermann, Ludger der Jüngere (= Westfälische Kunst). Deutscher Kunstverlag, München/Berlin 1955.